# Pan d'Etosha
Le pan d'Etosha est un désert de sel situé dans le nord-ouest du bassin du Kalahari en Namibie. Il fait partie du bassin Cuvelai-Etosha.

Il est protégé au sein du parc national d'Etosha. En saison humide, le pan d'Etosha est inondé. L'eau présente dans son bassin est alors saturée de sel.

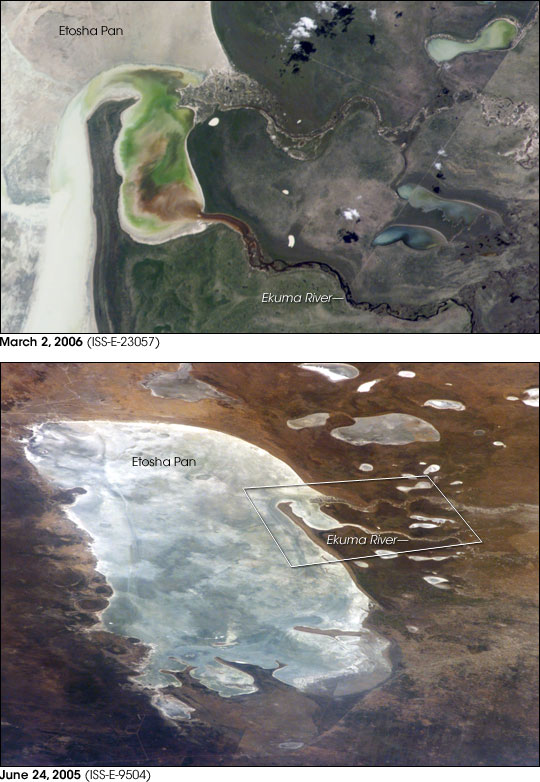
Vue aérienne du pan d'Etosha en 2005 et 2006.

Le pan d'Etosha couvre une superficie de 4 800 km2.

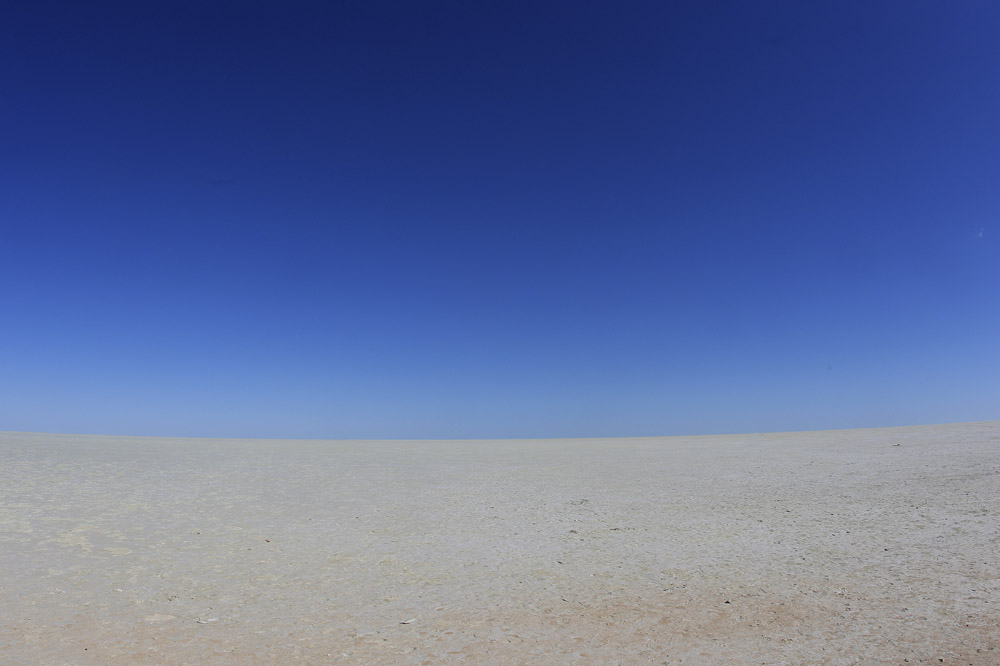
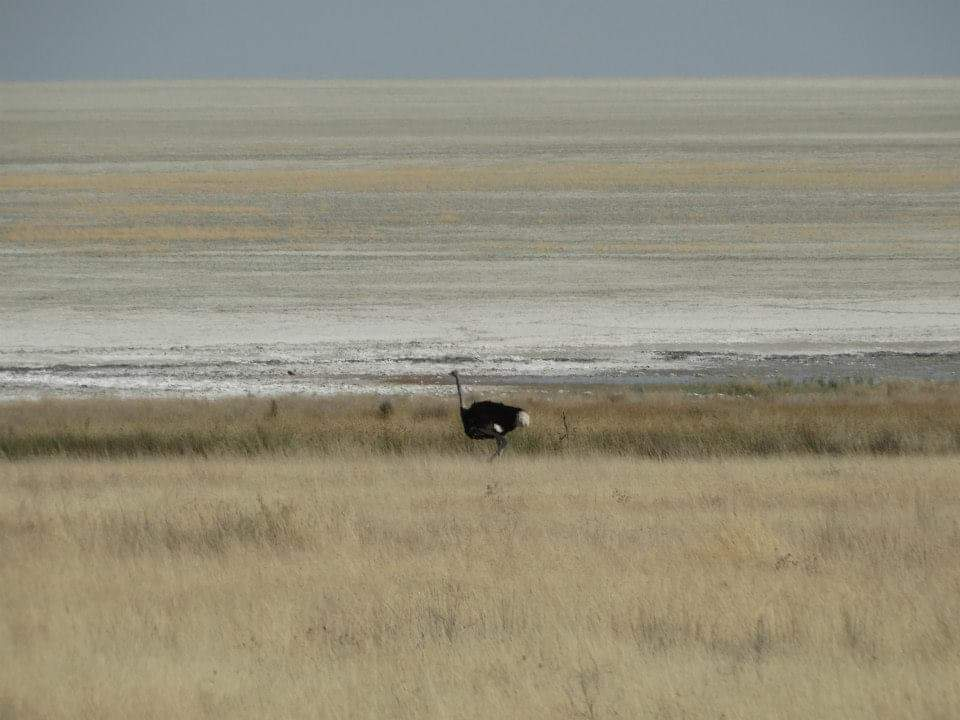
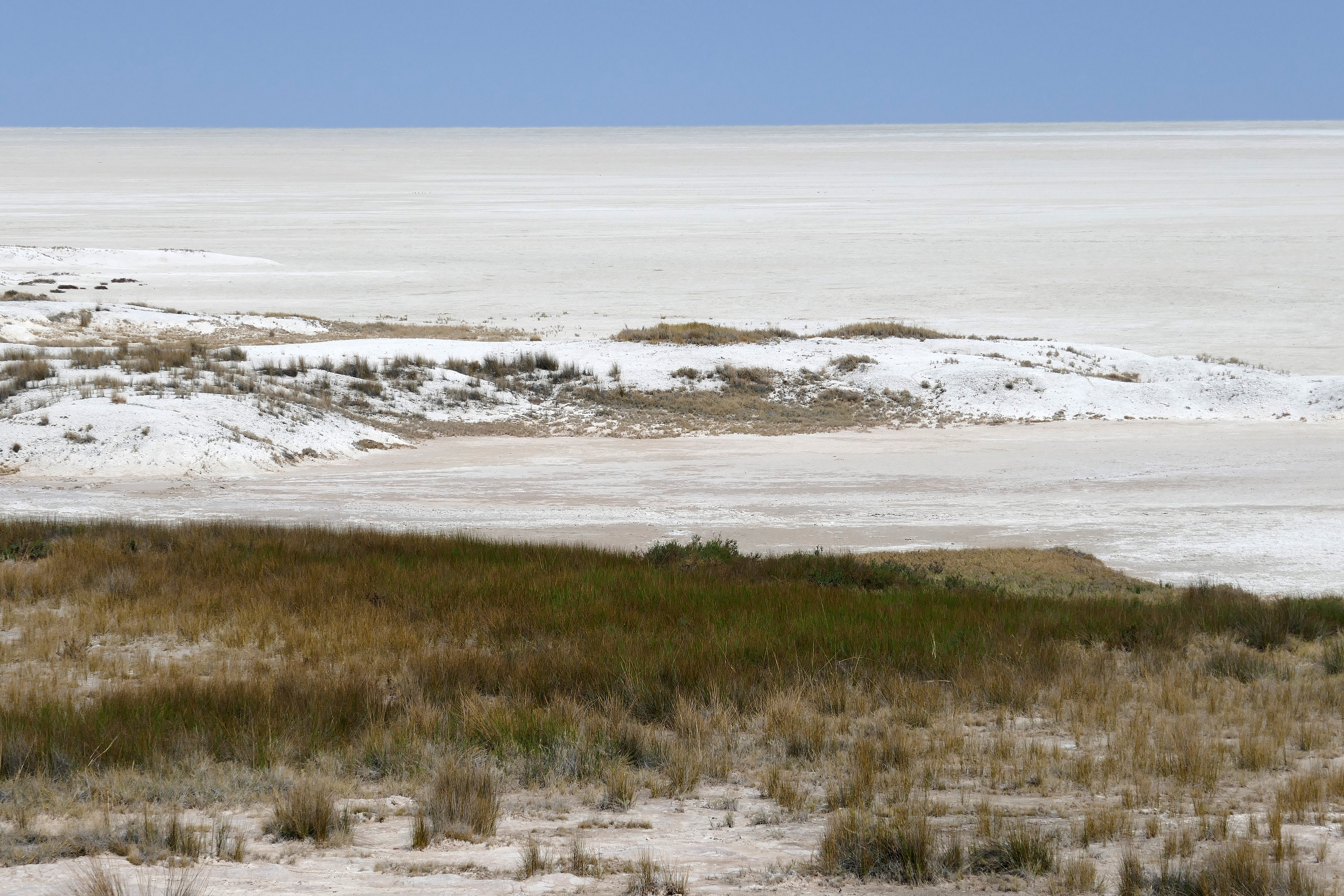
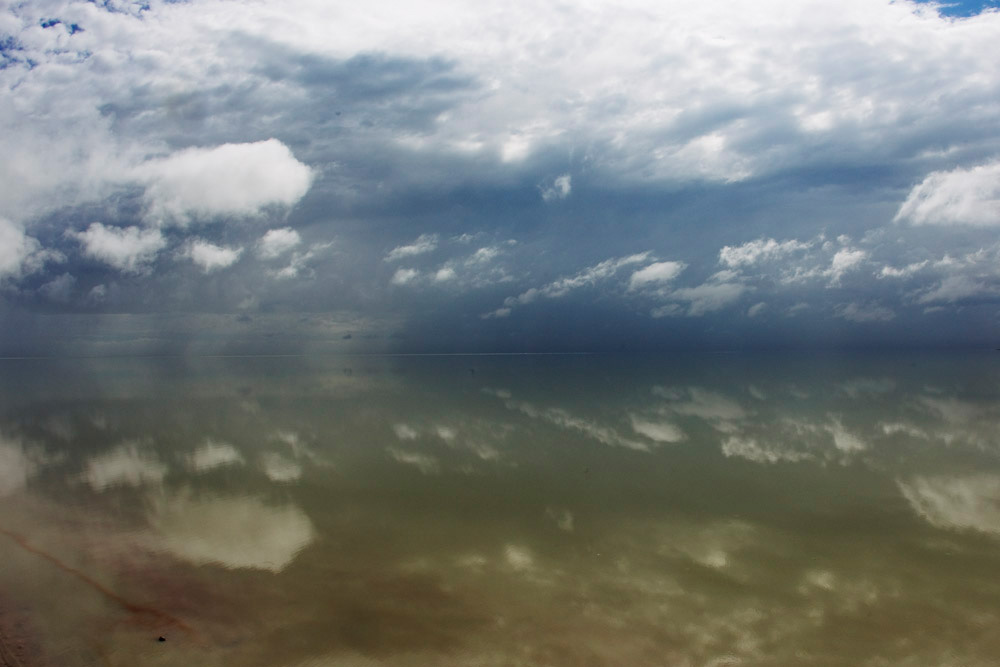
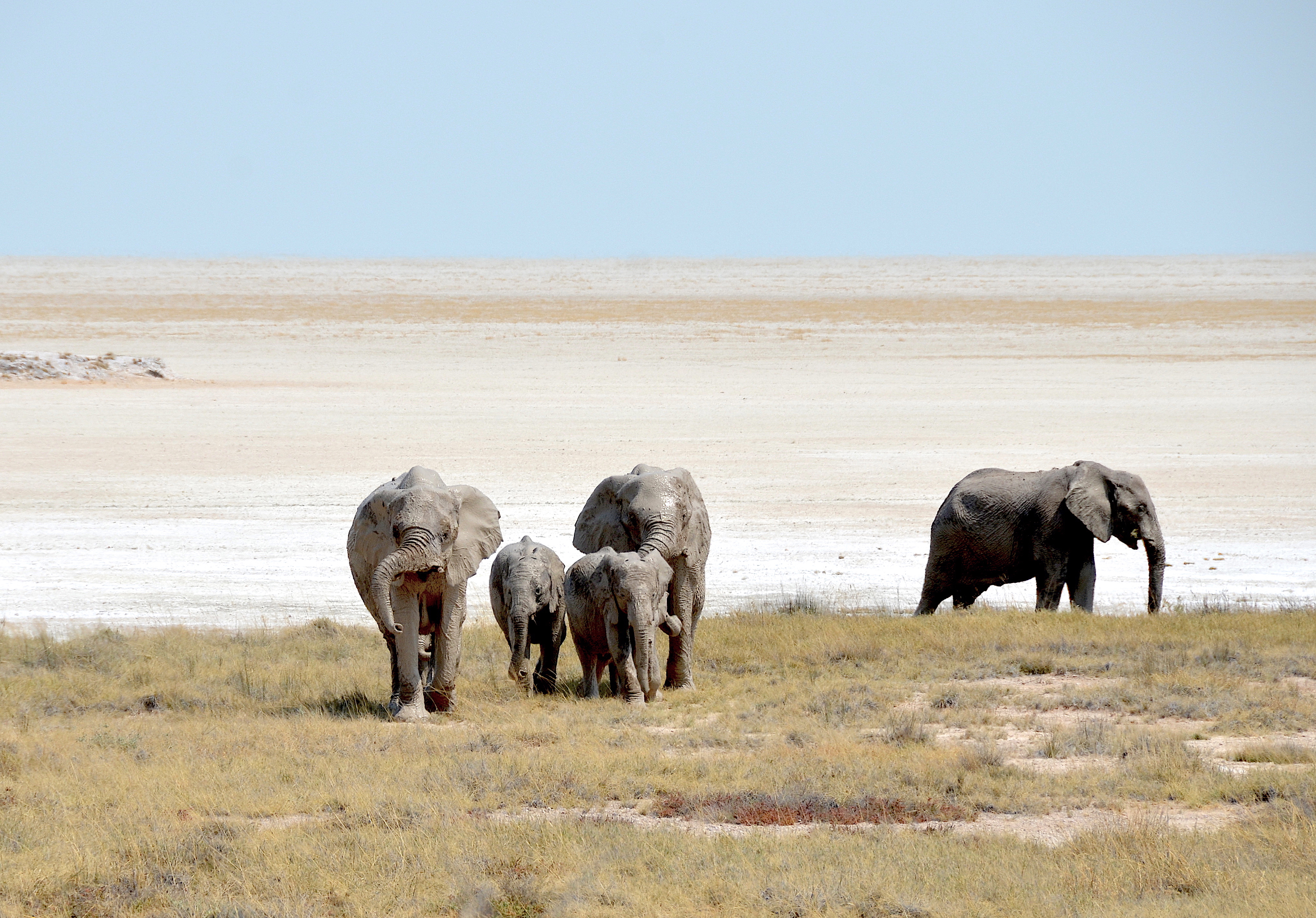
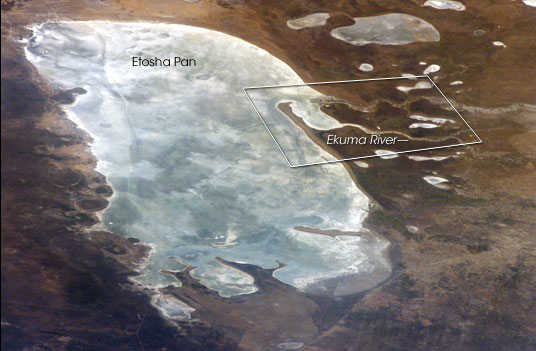